# Both Sides, Now
"Both Sides, Now" hay "Both Sides Now" (tên tiếng Việt: "Hai khía cạnh cuộc đời") là một ca khúc được viết bởi Joni Mitchell. Bài thâu của bà xuất hiện lần đầu tiên trong đĩa nhạc Clouds, phát hành năm 1969. Bà có thâu bản này một lần nữa chơi theo kiểu nhạc Jazz trong đĩa nhạc Both Sides Now, phát hành vào năm 2000.
Đây là một trong những bản nhạc nổi tiếng nhất của Joni Mitchell bên cạnh "Big Yellow Taxi", "Woodstock", và "A Case of You". Bài được viết vào tháng 3 năm 1967, lấy cảm hứng từ một đoạn trong cuốn truyện Henderson the Rain King viết bởi Saul Bellow.
Judy Collins là người đầu tiên đã thâu bản nhạc này, đã có mặt trong đĩa nhạc Wildflowers vào năm 1967, bản này sau đó cũng được phát hành riêng trong đĩa đơn vào giữa năm 1968. Bản trình bày của Collins đạt được hạng 8 trong bảng các đĩa đơn tại Hoa Kỳ vào năm 1968 và được giải Grammy về trình diễn nhạc dân ca.
Cả đĩa nhạc của Joni Mitchell Both Sides Now và một bài được thâu vào năm 2003 của Mitchell được đưa vào phim Love Actually.
Rolling Stone xếp hạng "Both Sides, Now" thứ 171 trong danh sách "500 bài hát vĩ đại nhất".
Nhạc sĩ Phạm Duy dã viết lời Việt cho ca khúc này, với tựa "Hai khía cạnh cuộc đời" và do ca sĩ Julie Quang hát lần đầu tiên trong thập niên 1970.

## Những trình bày khác

### 1960s
- Judy Collins, người đầu tiên phát hành bài này năm 1967, đạt được giải Grammy vào năm 1968 về trình diễn nhạc dân ca.
- Frank Sinatra thâu bài này với tựa là "From Both Sides, Now" trong dĩa nhạc 1968 Cycles.
- Nana Mouskouri thâu bản "Je n'ai rien appris" trong dĩa nhạc vào năm 1969, Dans le soleil et dans le vent.
- Neil Diamond (1969)
- Pete Seeger đã thâu bài này trong dĩa nhạc năm 1969 Young vs. Old.

### 1970s
- Andy Williams cũng hát bài này trong dĩa nhạc năm 1970, Raindrops Keep Fallin' on My Head.
- Engelbert Humperdinck (1970)
- Euson cho phát hành bài này là dĩa đơn năm 1970. Bản của ông ta đã leo đến hạng bảy bản hạng nhạc tại Hà Lan.
- Glen Campbell (1970)
- Willie Nelson cũng chơi bài này trong dĩa nhạc 1970, Both sides now.
- Hugh Masekela cũng thâu một bản chỉ chơi nhạc cụ trong dĩa nhạc 1970 Reconstruction.
- Roger Whittaker cũng trình diễn bản này trong dĩa nhạc 1971, New World in the Morning. Đổi tựa bài sang "From Both Sides Now".
- The Tokens (1971)
- Pat Martino đã trình bày bản này trong dĩa nhạc 1974, Consciousness.

### 1990s
- Michael Feinstein cũng trình bày bản này trong dĩa nhạc 1990, Rubáiyát, ăn mừng 40 năm thành lập hãng nhạc Elektra Records.
- Clannad cho phát hành một bản hát cặp chung với ca sĩ Anh Paul Young cho phim Switch.
- Dianne Reeves 1994 trong dĩa nhạc Quiet After the Storm.

### 2000s
- Jason Falkner (2001)
- Dengue Fever phát hành một bản bằng tiếng Khmer và cũng được chơi trong phim City of Ghosts, 2002.
- Dolly Parton trong 2005 album, Those Were the Days.
- Tori Amos (2005)[3]
- Hayley Westenra 2005 album, Odyssey.
- Ronan Keating 2009 album dành cho người mẹ đã mất, Songs for My Mother.

### 2010s
- Roch Voisine 2010 album Americana III: California.
- Yamori (Ryoko Moriyama và Akiko Yano) 2010 album, Anata To Utaou.
- The Idea of North 2011 album Extraordinary Tale.[4]
- Susan Boyle 2011 album, Someone To Watch Over Me.
- Orla Fallon 2011 show My Land.
- Carly Rae Jepsen 2012 EP, Curiosity.
- Melanie C album Stages (2012)